# Кинески кварт у Сан Франциску
Кинески кварт смештен на територији Грент Авеније и улице Стоктон у Сан Франциску, Калифорнији (на кинеском језику: 唐人街; pinyin: tángrénjiē; Jyutping: tong4 jan4 gaai1) је најстарији Кинески кварт у Северној Америци и највећа кинеска енклава изван Азије. Такође је најстарија и највећа од 4 значајних кинеских енклава у оквиру Сан Франциска.

## Географија
Званично, Кинески кварт Сан Франциска је смештен у центру Сан Франциска, покрива 24 квадратних блокова где се преклапају 5 поштанских бројева (94108, 94133, 94111, 94102, и 94109). У оквиру је области која је грубо речено пола миље (0.80км) дугачка (од севера ка југу) и 1/4 миље (0.40 км) широка (од истока ка западу) са тренутним границама које леже, отприлике, на Керни улици (исток), улица Бродвеј (север), улица Паувел (запад) и улици  Буш (југ).  

## Демографија
Према одсеку за планирање града Сан Франциска, кинески кварт Сан Франциска је "најгушће насељено урбано подручје западно од Менхетна" са 15 000 становника који живе на површини од 20 квадратних блокова. 1970.те године, густина популације у Кинеском кварту Сан Франциска је била седам пута већа од оне просечне у читавом граду Сан Франциско. 
У периоду између 2009 и 2013 године, просечно примање било је 20 000 долара на годишњем нивоу- у поређењу са остатком становништва у оквиру града чије је била 76 000 долара- са 29% становника испод националне границе сиромаштва. Просечна старост била је 50 година- најстарија у читавом комшилуку. 